# Мала Антанта
Мала Антанта — альянс, сформований в 1920 і 1921 Чехословацькою республікою, Румунським королівством і Королівством сербів, хорватів і словенців з метою захисту від угорського ревізіонізму та запобігання реставрації Габсбургів.

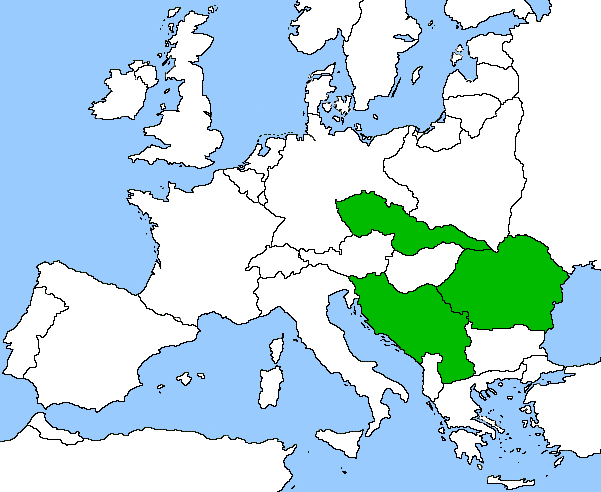
Країни-учасниці Малої Антанти

Альянс отримав підтримку Французької республіки, яка підписала військові угоди з кожною з трьох учасниць Малої Антанти. Для Французької республіки Мала Антанта давала можливість відкриття другого фронту у випадку збройного конфлікту з Німецькою державою.
Початкові цілі альянсу з часом ставали все менш актуальними. Збройні сили Угорщини поступалися сукупною військовою потужністю трьом державам Малої Антанти. Відновлення монархії в Австрії або Угорщині також ставало з кожним роком все менш імовірним.
Також з часом серед країн-учасниць виникли розбіжності в поглядах, звідки виходить зовнішня загроза. Чехословацька республіка побоювалася нападу Третього Рейху і під керівництвом президента Едварда Бенеша пішла на зближення з Радянським Союзом. Румунське королівство розглядало СРСР як потенційну загрозу своїй національній безпеці і територіальній цілісності. Після того, як прем'єр-міністром Королівства Румунія став Александру Авереску, Румунія у своїй зовнішній політиці стала орієнтуватися на Королівство Італія та Третій Рейх. Королівство Югославія побоювалася територіальних домагань з боку фашистського Королівства Італія і стала займати пронімецьку політику з багатьох питань. Королівство Югославія і Румунське королівство увійшли в 1934 р. до складу військово-політичного союзу Балканська Антанта без участі Чехословацької республіки.
Можна припустити, що питання стабільності і непорушності кордонів на Балканах було для Королівства Югославія та Королівства Румунія важливіше, ніж національна безпека Чехословацької республіки.
Договори було підписано:
- 14 серпня 1920 — Чехословацька республіка та Королівство сербів, хорватів і словенців
- 23 квітня 1921 — Чехословацька республіка та Румунське королівство
- 7 червня 1921 — Королівство сербів, хорватів і словенців та Румунське королівство
- 16 лютого 1933 — тристоронній договір

Франція підтримувала цей альянс, підписавши договори з кожною з країн.
Загроза з боку Третього Рейху привела країни Малої Антанти до участі в політиці взаємної безпеки, яку ініціював СРСР. У 1933 році країни Малої Антанти сумісно з СРСР та Туреччиною підписали договір щодо визначення агресії. 16 травня 1935 року Чехословаччина уклала оборонний договір з СРСР та Французькою республікою.
В 1935—1939 роках посилився вплив нацистської Німеччини та Королівства Італія на Королівство Югославія та Румунське королівство. Пакт поступово почав розпадатися:
- Королівство Югославія почало зближатися з про-ревізіоністськими державами (Югославсько-Болгарський договір вічної дружби від 24 січня 1937, Югославсько-Італійський договір нейтралітету 25 березня 1937).
- Румунське королівство відмовилось підписати пакт взаємної допомоги у 1937 році.
- Мала Антанта погодилася на угорські рівні права на озброєння.
- Югославська влада принца-регента Павла тихо погодилася з аншлюсом Австрійської республіки.

Мала Антанта почала розпадатися в 1936 р. і остаточно зникла у зв'язку з припиненням існування Чехословаччини в результаті Мюнхенської угоди 29 вересня 1938 так Мала Антанта де-факто розпалась.